# Sassy Keshet

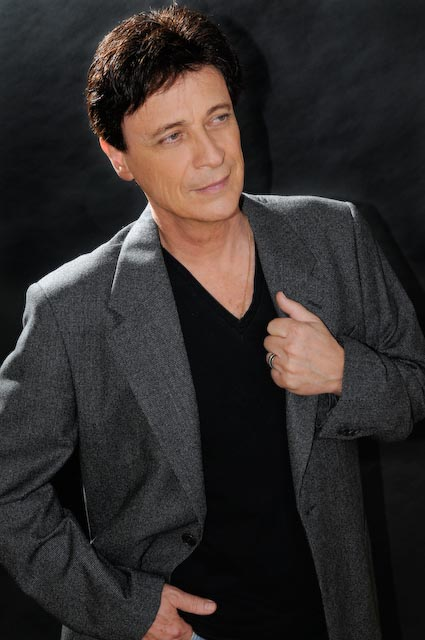
Sassy Keshet

Sassy Keshet (hebräisch שָׂשׂי קשת; Geburtsname Sasson Kossowsky; * 24. November 1946 in Glil Yam, Völkerbundsmandat für Palästina) ist ein israelischer Sänger und Schauspieler. Er ist künstlerischer Leiter des jiddischen Theaters Yiddishspiel in Tel Aviv.

## Biografie
Keshet wurde im Kibbuz Glil Yam in der Scharonebene geboren und ist dort aufgewachsen. Um 1965 war er einer der herausragenden Stars der Nachal-Truppe.
Während des Sechstagekriegs, als die Nahal-Band in El-Arisch war, wurde er Zeuge, wie Naomi Shemer die zusätzliche und letzte Strophe des Liedes "Jerusalem aus Gold" schrieb. Bei den Kämpfen auf der Sinai-Halbinsel fiel sein guter Freund Reuven Pick, mit dem er in seiner Jugend als Duo im Kibbuz aufgetreten war.
Danach begann er als Solosänger aufzutreten und galt in Israel als Jugendidol. 1972 traf er bei Filmaufnahmen die Schauspielerin Yona Elian, die er 1973 heiratete. Das Paar hat zwei Kinder.
1982 nahm er am Kdam Eurovision teil, im folgenden Jahr am Festigal.
Er hat viele Synchronisationen in der hebräischen Sprache gemacht, unter anderem synchronisierte er Benisach im Film Schneewittchen und die sieben Zwerge und in den Filmen Aladdin und Däumeline.
Er spielte im Musical The Sound of Music in der Rolle des Baron von Trapp.
In einer Kritik in der Tageszeitung Haaretz, die seine Auftritte in der Nachal-Truppe, als Filmschauspieler und Sänger bei zahlreichen Veranstaltungen im Rahmen der israelischen Unterhaltungsindustrie sowie auch sein Engagement für eine Neubelebung des jiddischen Theaters erwähnt, wird Keshet als eine Verkörperung des israelischen Sabre bezeichnet.

## Diskografie

### Alben (Auswahl)
- 1971: ששי קשת
- 1986: אל תמהר
- 2009: Ptach Lanu Sha'ar
- 2011: Nigun Meyuchad Misheli

### Kollaborationen
- 1998: ליידיס & ג'נטלמן (mit Shlomit Aharon)

### Singles (Auswahl)
- 1971: פנקס הקטן (mit Avirama Golan)
- 1982: Himalaya (mit Psagot)
- 2011: Ana Bekoach